# 横纹树蛙
横纹树蛙（学名：Rhacophorus translineatus）为树蛙科树蛙属的两栖动物，分布于印度以及中国西藏。该物种的模式产地在西藏墨脱。

## 保护
本种于2023年被收录入《有重要生态、科学、社会价值的陆生野生动物名录》。